# Ulaanbaataryn Mazaalaynuud FC
Ulaanbaataryn Mazaalainuud là một câu lạc bộ bóng đá Mông Cổ đến từ Ulaanbaatar. Họ đã thi đấu tại Giải Ngoại hạng Mông Cổ , tuy nhiên, họ đã bỏ cuộc giữa chừng trong mùa giải 2012 và kết quả của họ đã bị hủy bỏ.